# Bnayty El Habooba
Bnayty El Habooba — одна из первых песен бахрейнской певицы Халы аль-Турк, которая была исполнена с саудовской певицей Машаэль. Сингл вышел в 2011 году, на момент выхода певице было 9 лет, что сделало её самой популярной детской певицей.

## История
Летом 2011 года песня вошла в альбом детских песен «Baba innal Ma’ashe», выпущенной компанией Gulf Arabic. Песня была оценена и объяснено, что нежелание дочери идти спать, показан как ежедневный конфликт, к которому стремятся дети. Считалось, что песня должна уравновесить отношения детей и родителей.

## Видеоклип
В клипе показаны отношения матери, роль которой исполнила Машаэль и маленькой дочери, в исполнении Халы аль-Турк. Девочка выкладывает из продуктов I Love You Mama, а затем произносит эту фразу своей маме, которая готовит на кухне. Мама отвечает также и они разговаривают, а затем она укладывает в кровать дочь, которая не хочет спать.
В конце клипа она достаёт из стиральной машины плюшевого мишку, сушит его феном и идёт спать со своей игрушкой.
После своего выхода клип в течение четырёх лет занимал первое место по количеству просмотров YouTube, опережая другую её песню «Happy Happy», но в августе 2015 года «Happy Happy» набрал 100 миллионов просмотров, став одним из успешных клипов на арабском языке.